# 岡本昌房
岡本 昌房（おかもと まさふさ、生没年不詳）とは、江戸時代中期の大坂の浮世絵師。

## 来歴
北尾辰宣の門人といわれる。雪圭斎と号す。大坂の人。明和（1764年 - 1772年）から天明（1781年 - 1789年）の頃、役者絵や美人画などを描いた。上方独特の合羽摺（孔版の一種）の作品を多く残している。代表作として明和8年（1771年）3月初演の芝居から題材を得た「清水清玄行力桜」、安永4年（1775年）8月の芝居『関取千両幟』の千羽川吉兵衛、翌安永5年（1776年）12月の芝居『伊賀越乗掛合羽』の唐木政右衛門などが挙げられる。千羽川吉兵衛や唐木政右衛門などは当時人気の初代中山文七を描いたもので、上方の風味が溢れ、大柄で相撲取りを得意とした文七の風貌を良く伝えている。美人画では、「有馬湯女図」（細判5枚続）が知られている。

## 作品
- 「清水清玄行力桜」　合羽摺　天理図書館所蔵